# 自殺崖
自殺崖（英語：Suicide Wall）位於香港飛鵝山西南方副峯的山脊頂，大約海拔600米高。

## 名稱

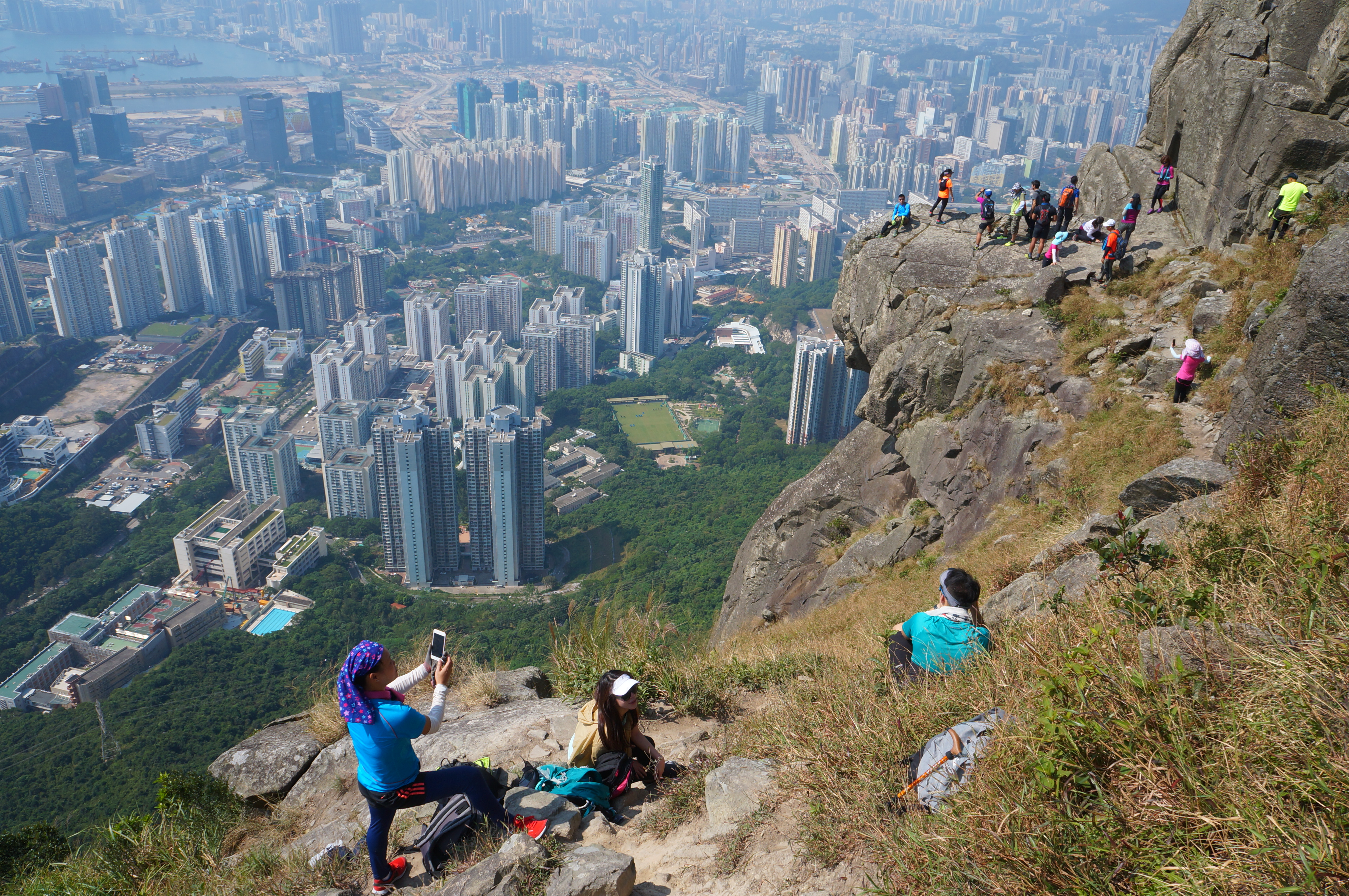
自殺崖（面向黃大仙至觀塘一帶）

自殺崖名稱的由來是因為一名駐港英軍發掘這條行山路線時，覺得石崖氣勢磅礴而起了英文名「Suicide Wall」，後來中文名稱譯作自殺崖。

## 地理
自殺崖面向東九龍一帶，地勢險要，風化嚴重及滿佈碎石，是屬於漁護署17個《郊野公園曾發生致命及嚴重意外的高危地點》之一。沒有正式行山路線。近年自殺崖亦發生多宗傷亡事故。

## 自殺崖行山死亡事件
飛鵝山近山頂位置地勢險峻，近年發生多宗行山意外死亡事件。個案如下：
2014年11月21日，一名60歲男子與友人行山，因肚痛離隊解手後失蹤。拯救人員深夜在自殺崖發現事主遺體。
2017年11月29日，一名行山經驗豐富48歲女子跟十餘人在飛鵝山自殺崖行山時取小徑登山墮崖死亡。
2020年4月27日，一名56歲女子跟10人在飛鵝山自殺崖行山時墮崖20米死亡。
2021年3月10日，一名58歲男退休保險經紀（9日）早上獨自登上飛鵝山自殺崖後失蹤。救援人員在10日中午在飛鵝山自殺崖下的高危爬山路線鵝肚坑佇鷹石（靈鷹石）附近發現昏迷不醒的事主，下午1時多不治。 有攀山專家指事主可能迷路而進入險境。
2021年4月18日，行山失蹤3日，任職西廚的24歲女子石樂蕎，在消防及警方通宵搜救約19小時後，被發現昏迷於飛鵝山自殺崖下鵝肚棧道險要位置。警方表示，事主在現場證實不治。
2025年4月11日，一名38歲姓郭中學老師遺下證件、相機及背囊於自殺崖，搜救人員在援索後發現一具男屍，其後在其家中檢獲遺書。

## 外部連結
维基共享资源上的相關多媒體資源：自殺崖